# Општина Поми (Сату Маре)
Поми (рум. Pomi) општина је у Румунији у округу Сату Маре.
Oпштина се налази на надморској висини од 150 m.